# Minigir
Le minigir (nom vernaculaire vinitiri) est une des langues de Nouvelle-Irlande, parlée par environ 100 000 locuteurs dans la péninsule de Gazelle, en province de Nouvelle-Bretagne orientale. Elle fait partie des langues océaniennes. Le minigir est parlé par une partie des Tolai. Il est souvent considéré comme un des dialectes Tolai alors qu'il ne fait pas partie des langues patpatar-tolai.
Le sous-groupe le plus proche est néanmoins celui du kuanua, également parlé dans la péninsule de Gazelle et le patpatar, parlé en Nouvelle-Irlande. Le minigir est parlé autour de la baie d'Atalikliklun, dans les villages de Lungalunga, Kabaira et Vunamarita.